# Угода в Аберконві

Гвінед після угоди в Аберконві, 1277 рік.
Землі Ллівеліна ап Гріфіда
Землі Давида ап Гріфіда
Землі, що відійшли до англійської корони

Угода в Аберконві — угода між англійським королем Едуардом I та Ллівеліном ап Гріфідом, укладена влітку 1277 року.

## Передумови
У 1277 році Едуард перетнув кордон Уельсу з величезною армією. Король мав намір захопити всі володіння Ллівеліна, залишивши Нижній Гвінед собі. Верхній Гвінед він хотів або поділити між Давидом та Овайном, братами Ллівеліна, або приєднати ще й Анґлсі, залишивши валлійським принцам лише частину цих володінь. Едуарду надали підтримку Давид ап Гріфід та Гріфід ап Гвенвінвін, а багато з дрібних валлійських принців, що раніше були на боці Ллівеліна, не стали чинити Едуарду опір. До літа 1277 року війська Едуарда дійшли до річки Конві та встали табором поблизу Деганві, а інша армія захопила родючий Англсі й позбавила армію Ллівеліна усіх припасів, що змусило того шукати миру.

## Умови
Угода обіцяла Ллівеліну мир в обмін на суттєві поступки. Головною з них було те, що Ллівелін знову отримував під свою владу тільки Верхній Гвінед. Частину Нижнього Гвінеду було віддано його брату Давиду, за тієї умови, що якщо Ллівелін помре бездітним, Давиду відійде частина Верхнього Гвінеду. Ллівелін та Елеанор де Монфор одружились у Вустері 1278 року, і король визнав цей шлюб.

## Наслідки
Стосунки Ллівеліна та Едуарда залишались напруженими. Невдовзі виникла сварка між Ллівеліном та Гріфідом ап Гвенвінвіном (якому Едуард повернув його землі) через область Арвістлі. Ллівелін хотів вирішити суперечку відповідно до валлійських законів, але Гріфід (і король) наполягали на застосуванні англійських, тому суперечку було вирішено на користь першого.